# War Plan Black
War Plan Black (einer der in den USA farbcodierten Kriegspläne) war der Name eines amerikanischen Militärplans zur Bekämpfung Deutschlands zu Beginn des 20. Jahrhunderts. In der Originalversion von 1910 wurde er erstellt, um die Kontrolle über die Deutschen Südseekolonien zu erlangen, die der amerikanischen Strategie den Pazifik als amerikanische Einflusszone zu sichern im Wege standen.
Ein Hauptproblem aus Sicht der USA war die deutsche Kolonie Samoa, welche die Verbindung zwischen den damaligen US-Kolonien Philippinen und Hawaii bedrohte. Das deutsche Ostasiengeschwader hatte auch die gewaltsame US-Übernahme der Philippinen im Spanisch-Amerikanischen Krieg zeitweise gestört (Manila-Zwischenfall) und die energischen Proteste der USA gegen die deutsche Landnahme in Samoa hatten in Deutschland keine Beachtung gefunden.
Ursprünglich bestand der War Plan Black darin, Deutschland in einen Konflikt mit einer dritten Macht zu verwickeln und im Zuge dieses Konflikts die Kontrolle über die störenden deutschen Besitzungen im Pazifik zu erlangen. Genau dieses Vorgehen wurde im Verlauf des Ersten Weltkrieges durch die USA auch tatsächlich verfolgt.
Die später im Internet bekannteste Version von 1916 wurde zum Notfallplan während des Ersten Weltkrieges umgearbeitet, falls Frankreich fiel und die Deutschen versuchten, französische Besitztümer in der Karibik zu erobern oder einen Angriff auf die Ostküste zu starten. Die Vereinigten Staaten sollten Minen legen und U-Boote an Orten patrouillieren lassen, an denen Deutschland in der Karibik Fuß fassen könnte. Der Plan wurde 1916 überarbeitet, um die Hauptflotte der US-Marine in Neuengland zu konzentrieren und von dort aus die USA vor der deutschen Marine zu verteidigen. Nach der Niederlage Deutschlands verlor der Plan an Bedeutung.